# Чуриково
Чу́риково (рос. Чуриково, марій. Чурык) — присілок у складі Марі-Турецького району Марій Ел, Росія. Входить до складу Косолаповського сільського поселення.

## Населення
Населення — 55 осіб (2010; 58 у 2002).
Національний склад (станом на 2002 рік):
- марійці — 97 %